# Soprannome

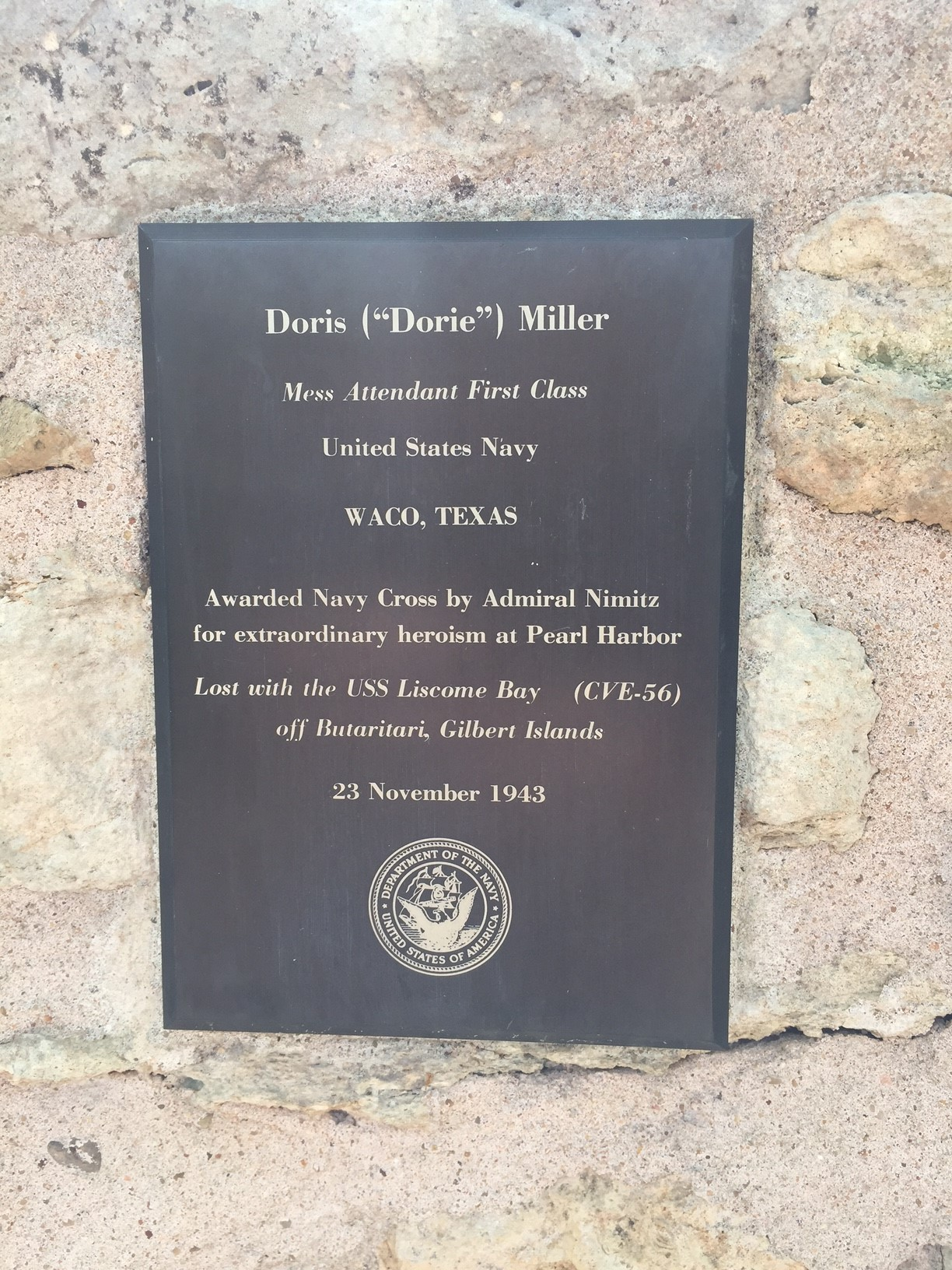
Targa commemorativa di Doris Miller, che riporta il soprannome tra virgolette.

Il soprannome è un appellativo informale, diverso o derivato dal nome proprio, con cui vengono chiamate persone o cose. Esso risponde in genere a caratteristiche di distintività e brevità, ed è attribuito dal soggetto stesso o più spesso da altri.

## Panoramica
Il soprannome è presente in molte culture. Nell'onomastica romana era chiamato supernomen ed era talvolta aggiunto dopo i tre nomi canonici (praenomen, nomen e cognomen). Dal supernomen derivarono anche molti cognomi sia latini che italiani.
Nelle società vichinghe, molte persone avevano un heiti, o viðrnefni o kenningarnöfn che venivano usati in aggiunta o al posto del nome. In alcune circostanze, l'assegnazione di un soprannome aveva uno status speciale nella società vichinga in quanto creava una relazione tra chi aveva creato il nome e il destinatario del soprannome, al punto che la creazione di un soprannome spesso comportava anche una cerimonia formale e uno scambio di doni noto nell'antico norvegese come nafnfestr. 
Nella società bengalese, le persone hanno spesso due nomi: un daknam, che è il nome usato dalla famiglia e dagli amici, e un bhalonam che è il nome formale.
Nella cultura cinese, i soprannomi sono spesso usati all'interno di una comunità tra parenti, amici e vicini. Un tipico soprannome della Cina meridionale spesso inizia con "阿" seguito da un altro carattere, solitamente l'ultimo carattere del nome della persona. Ad esempio, il politico taiwanese Chen Shui-bian (陳水扁) viene talvolta chiamato "阿扁" (A-Bian). In molte comunità cinesi del sud-est asiatico, i soprannomi possono anche connotare la propria occupazione o status. Ad esempio, un proprietario potrebbe essere conosciuto semplicemente come towkay (cinese semplificato: 头家; cinese tradizionale: 頭家; Pe̍h-ōe-jī: thâu-ke), hokkien per "capo") per i suoi inquilini o lavoratori, mentre un venditore di pane sarebbe chiamato Mianbao Shu 面包叔 (letteralmente, zio pane).
I soprannomi sono più spesso sostitutivi dei nomi, ma nei casi in cui esistano più cognomi simili che possano generare confusione, il soprannome può essere anche un sostituto o un'aggiunta al cognome, come nel caso del soprannome di famiglia.

## Termini correlati

### Nomignolo
Il termine nomignolo deriva dal diminutivo del vocabolo "nome", attraverso la parola latina numinulus, che è appunto un diminutivo del latino nomen; è una terminologia in uso sin dal medioevo/rinascimento in ambito fiorentino. Esso viene anche usato per indicare il termine assegnato dagli agrimensori a una fattoria, a un podere, a un campo o altro luogo posto in campagna, con il quale viene registrato al catasto.
Di significato molto simile a soprannome o alias, mantiene una sfumatura leggermente diversa legata all'uso che si fa di tale appellativo. Solitamente per nomignolo si intende un soprannome familiare, o legato alla cerchia delle amicizie strette, di riferimento scherzoso, e che spesso allude a caratteristiche fisiche o morali o al contesto lavorativo. Il nomignolo può essere una riduzione del nome proprio, ovvero un ipocoristico, o può, analogamente al soprannome, essere un appellativo completamente differente.

### Nickname
La locuzione inglese "nickname" letteralmente significa "soprannome" o "nomignolo", ma viene usata in italiano soprattutto nel gergo informatico come sinonimo di username (o nome utente).

### Alias
La locuzione latina "alias" viene infine usata sia per riferirsi al soprannome che allo pseudonimo.

## Soprannomi di città o stati

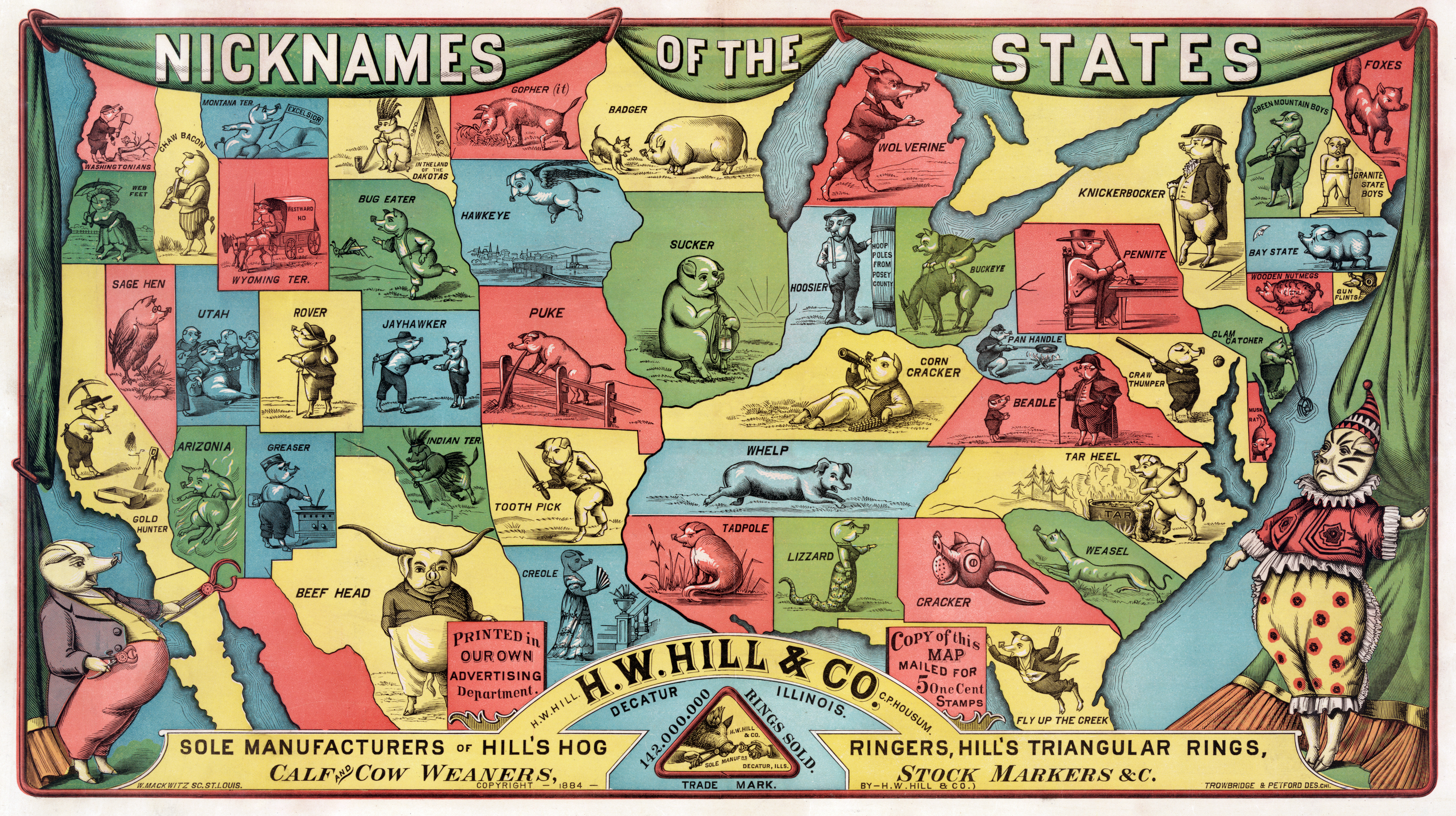
Poster del 1884 con i soprannomi degli stati federati degli Stati Uniti d'America.

Non solo le persone hanno soprannomi. Ad esempio molte importanti città sono note con un soprannome informale. Roma è nota come "Città eterna", Parigi come "Ville Lumière" e New York come "Grande Mela". In tutti i casi si tratta di appellativi non ufficiali ma attribuiti dalla consuetudine o dai mass media.
Negli Stati Uniti d'America è d'uso attribuire soprannomi agli stati federati. Ad esempio il New Jersey è soprannominato Garden State, lo Washington Evergreen State e la California Golden State.